# Kenny McLean
Kenneth McLean (ur. 8 stycznia 1992 w Rutherglen) – szkocki piłkarz, występujący na pozycji pomocnika w angielskim klubie Norwich City oraz w reprezentacji Szkocji. Uczestnik Mistrzostw Europy 2024.